# 거짓 깨어남
거짓 깨어남(False awakening)은 잠으로부터 깨어나는 생생한 꿈이다. 거짓 깨어남 후, 깨어난 사람은 자주 그들이 매일 아침의 요리, 씻기, 먹기와 같은 일상 생활을 하는 꿈을 꾼다. 이러한 경험은 때때로 이중 꿈이나 꿈 안의 꿈이라고 불린다. 거짓으로 깨어난 후, 피험자들은 종종 샤워나 아침 식사와 같은 일상적인 아침 일과를 수행하는 꿈을 꾸었다. 소설의 고전적인 예는 니콜라이 고골의 작품 초상화 (소설)(1835)의 주인공에게서 관찰된다.
연구에 따르면 거짓 깨어남은 종종 서로 바뀌는 자각몽과 밀접한 관련이 있는 것으로 나타났다. 이들 사이의 유일한 차이점은 자각몽에서는 꿈을 꾸는 사람이 꿈을 논리적으로 이해하는 반면, 거짓 깨어남에서는 그렇지 않다는 것이다.
자신이 거짓으로 깨어났다는 것을 깨닫고 나면 잠에서 깨어나거나 자각몽을 꾸기 시작한다.

## 증상

### 사실주의와 비현실주의
인생의 특정 측면은 거짓 깨어남에서 각색되거나 적절치 않을 수 있다. 상황이 잘못된 것처럼 보일 수 있다. 벽에 걸린 그림과 같은 세부 사항, 말을 할 수 없거나 읽기 어려움(보도에 따르면, 자각몽에서 읽기는 종종 어렵거나 불가능함)을 보이며 일부 경험에서는 피험자의 감각이 고조되거나 변경된다.

### 반복
거짓 깨어남 후에도 마음은 여전히 꿈을 꾸기 때문에 하나의 꿈에 하나 이상의 거짓 깨어남이 있을 수 있다. 피험자는 잠에서 깨어 아침을 먹고 이를 닦는 등의 꿈을 꿀 수 있다. 갑자기 침대에서 다시 깨어나고(여전히 꿈속에 있음), 아침 의식을 다시 시작하고, 다시 깨어난다. 철학자 버트런드 러셀(Bertrand Russell)은 전신 마취에서 돌아오는 동안 연속적으로 "약 100회"의 거짓 깨어남을 경험했다고 주장했다.

## 같이 보기
- 인셉션
- 통 속의 뇌
- 자각몽
- 렘수면
- 가위눌림
- 장자 (책)